# Centro Nacional de Artes (El Salvador)
El Centro Nacional de Artes (CENAR) es un centro educativo, cultural y artístico ubicado en San Salvador. Comenzó a funcionar en 1969 en el marco de la Reforma Educativa impulsada por el ministro de Educación Walter Béneke y su propuesta de los Bachilleratos Diversificados de El Salvador. El objetivo del CENAR era desarrollar el Bachillerato en Artes profesionalizar las artes en el país y formar maestros especializados en arte. 
Se encuentra ubicado en la Calle Valero Lecha (antes Calle Bogotá), colonia San Mateo, en San Salvador.

## Historia

### El Bachillerato en Artes (1961-1997)
En 1961 el llamado decreto quinientos estableció la creación de un bachillerato en artes, una iniciativa del entonces ministro de Educación, el escritor y diplomático Hugo Lindo. Este se materializó en 1968 con la Reforma Educativa impulsada por el ministro de Educación de aquel período, Walter Béneke. Administrativamente el Bachillerato en Artes inicia en 1969, como parte del Instituto Nacional General Francisco Menéndez de San Salvador. En 1970 el Bachillerato en Artes se desvincula de este instituto y pasa a ocupar los locales de la Escuela República de Uruguay ubicada en la sexta avenida norte de San Salvador.  A partir de 1970 el CENAR contó con el nivel de bachillerato en artes, la escuela infantil integrada, la escuela nocturna de capacitación técnica, las escuelas libres en las áreas de música, teatro y artes plásticas. Las escuelas de Artes Gráficas y de Bellas Artes, así como la Academia de Dibujo y Pintura Valero Lecha pasaron a formar parte de esta institución.
El conflicto armado forzó a muchos de los maestros del CENAR a salir del país y la escuela de artes y la escuela de teatro se reubican a diferentes espacios.
En 1990 recibió en comodato por 50 años el terreno en la colonia San Mateo. El inmueble fue construido con fondos del BID (US$22,000,000) y el FISDL se encargó de amueblar al centro educativo que fue inaugurado en 1992. La institución comenzó a funcionar en su ubicación actual en 1993, sobre este terreno donado por la municipalidad de San Salvador. Las tres modalidades del bachillerato; música, teatro y artes visuales, fueron trasladas a ese inmueble. La formación tenía una duración de tres años, era gratuita y para los alumnos que venían del interior del país a San Salvador, había un albergue. Por la mañana los estudiantes recibían clases genéricas sobre matemáticas o geografía y por la tarde clases artísticas. Salían acreditados por el Ministerio de Educación como artistas y como docentes. En este tiempo, el ente rector de las artes en el país era el Consejo Nacional para la Cultura y el Arte (Concultura) que dependía del Ministerio de Educación.

En 1994 el Bachillerato en Artes fue abolido por una nueva Reforma Educativa y el CENAR entra en un período de transición hasta que en 1997 sale la última promoción de bachilleres en Artes.

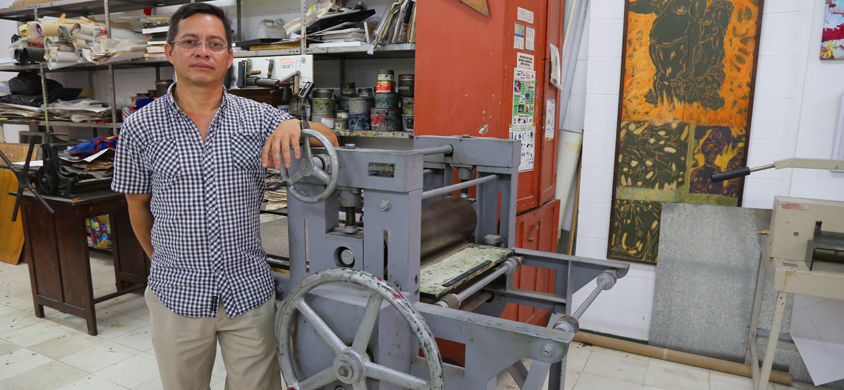
Taller de grabado

### Taller de las artes (1998)
En 1998 el CENAR cambia su currícula y pasa a convertirse en un centro de formación en artes a partir de cursos y diplomados cuya formación no es reconocida a nivel de educación formal. Está conformado por la Escuela de Música, la Escuela de Teatro y la Escuela de Artes Visuales. En el año 2009 Concultura pasa a convertirse en la Secretaría de Cultura (Secultura), dependiente de Casa Presidencial, desvinculándose así en cierto modo el CENAR del Ministerio de Educación. En el año 2018, durante el Gobierno de Salvador Sánchez Cerén nace el Ministerio de Cultura. Actualmente el CENAR depende de la Dirección Nacional de Formación en Artes de este ministerio.

## Gobierno del presidente Bukele volvió gratuita la formación en artes (2020)
Con la llegada de la pandemia de la COVID-19 se implementó la modalidad virtual en su oferta académica, la cual fue adaptada según las condiciones de espacio, herramientas o materiales que poseían los estudiantes, en donde por primera vez gracias a la virtualidad se logró la atención a nivel nacional, a las clases virtuales incluso se inscribieron salvadoreños viviendo en el exterior. 
Las clases también pasaron a formato televisivo a través del canal 10, durante la franja educativa del Ministerio de Educación con el apoyo del Ministerio de Cultura, en el programa Aprendamos en casa y el programa virtual Peregrina.
Desde entonces bajo la dirección del artista Rolando Chicas, las inscripciones y demandas a los curos y diplomados se han cuadruplicado, atendiendo a más de 3,000 alumnos inscritos anualmente divididos entre la Escuela de Artes Visuales y Escuela de Teatro. 
El CENAR también realiza exhibiciones de artes visuales dentro y fuera del país, convirtiéndose así en un centro que promueve la formación en artes y la profesionalización de los artistas. 